# Anton de Bary
Heinrich Anton de Bary (Frankfurt am Main, 26 januari 1831 - Straatsburg, 19 januari 1888) was een Duitse natuurwetenschapper, arts, mycoloog en botanicus.

## Leven
De Bary was een zoon van een Frankfurter arts en stamt van de oudadellijke hugenotenfamilie, De Barry, uit het Belgische Doornik. Tijdens zijn urenlange kanovaarten op de Main leerde hij de planten kennen en bestudeerde hij al vroeg met zijn microscoop eencellige algen.
In 1849/1850 studeerde De Bary medicijnen in Heidelberg en Marburg. Vanaf 1850 studeerde hij in Berlijn, waar hij in 1853 promoveerde tot dokter in de medicijnen. Zijn dissertatie had als onderwerp „De plantarum generatione sexuali“ (De generatieve fase van planten). Na slechts één jaar als arts koos de Bary als loopbaan de botanie en studeerde hij aan de Eberhard-Karls-Universiteit Tübingen in 1854 bij Hugo von Mohl (1805–1872) af.

## Werken
Bekende werken van de Bary zijn:
- Die gegenwärtig herrschende Kartoffelkrankheit, ihre Ursache und ihre Verhütung. Eine pflanzenphysiologische Untersuchung in allgem. Form dargestellt (1861)
- Untersuchungen über die Peronosporeen und Saprolignieen und die Grundlagen eines natürlichen Systems der Pilze (1865)
- Beiträge zur Morphologie und Physiologie der Pilze (1888)

- Bibsys: 98032116
- Biblioteca Nacional de España: XX5018630
- Bibliothèque nationale de France: cb118904537 (data)
- Author citation (botany): de Bary
- Catàleg d'autoritats de noms i títols de Catalunya: 981058528223806706
- CiNii: DA02741383
- Gemeinsame Normdatei: 116042184
- International Standard Name Identifier: 0000 0001 1023 3463
- Library of Congress Control Number: n85235672
- Nationale Bibliotheek van Tsjechië: uk2008425095
- Nationale bibliotheek van Australië: 35348317
- Nationale Bibliotheek van Israël: 987007312146105171
- Nederlandse Thesaurus van Auteursnamen: 067520855
- Réseau des bibliothèques de Suisse occidentale: 02-A002974043
- LIBRIS: 39014
- SNAC: w62z1g7d
- Système universitaire de documentation: 026708124
- Trove: 920878
- Virtual International Authority File: 29529763
- WorldCat: E39PBJc83YVCjkkhGTrvQMDTHC